# Szent Theogniosz
Szent Theogniosz (425 – 522/523) szentként tisztelt késő ókori szerzetes.

## Élete
Kappadókiai származású volt. Fiatal korában már szerzetes lett, és a jeruzsálemi Gecsemane kolostorba költözött. Amikor megkapta az irányítás gondját, bölcsességgel végezte el. Később visszavonult a Jordán melletti tóhoz. Az ortodox kereszténység szentként tiszteli, és február 15. napján üli emlékét.